# Zhou Fohai
Zhou Fohai (xinès simplificat i tradicional: 周佛海, pinyin: Zhōu Fóhǎi, 29 de maig de 1897 – 28 de febrer de 1948) va ser un polític xinès conegut per haver estat un col·laboracionista pro-japonès i pel seu destacat paper al Govern Nacionalista de Nanjing que dirigia Wang Jingwei.

## Biografia
Zhou va néixer a la província de Hunan en els últims anys de la dinastia Qing. Fill d'un funcionari de l'administració imperial, després de la Revolució Xinhai es va traslladar al Japó per estudiar. Va assistir a l'Escola preparatòria militar n.º 7 —predecessora de l'actual Universitat de Kagoshima— i posteriorment a la Universitat de Kyoto, on es graduaria el 1924.
Durant la seva estada al Japó va començar a atreure-li poderosament el marxisme, fins al punt que al seu retorn va ser un dels fundadors del Partit Comunista Xinès. Va assistir al primer congrés del partit a Xangai, al juliol de 1921, però tres anys després va trencar amb els comunistes i es va unir al nacionalista Kuomintang (KMT). Aviat va ascendir en la jerarquia del partit i va estrènyer relacions amb la direcció de l'ala esquerra del KMT, els líders del qual eren Wang Jingwei i Liao Zhongkai. Es va oposar fermament a Chiang Kai-shek, cosa que demostraria amb posterioritat: tant durant l'anomenada «Expedició del Nord» (1928) com l'estratègia que Chiang va adoptar al començament de la Segona Guerra Sinojaponesa, el 1937-1938. Després que Wang Jingwei trenqués amb el Kuomintang i establís el 1940 un nou govern col·laboracionista amb Japó, Zhou no va trigar a seguir-li, que ja des de 1939 havia col·laborat amb els japonesos.
Dins de la nova administració, Zhou no va trigar a tenir un gran poder com a vicepresident, ocupant a més els càrrecs de ministre de finances, ministre d'Afers exteriors o ministre de policia. A més, va crear un poderós Cos de policia fiscal —que va posar sota les seves ordres—; sota el seu control també va quedar la policia secreta. Tot això li va convertir en l'home més poderós del règim, després del propi Wang Jingwei. Quan Chen Gongbo va assumir el càrrec de president al novembre de 1944, Zhou també va assumir el càrrec d'alcalde de Xangai Per llavors ja era l'autèntica ànima del govern col·laboracionista de Nanquín.
Al final de la Segona Guerra Mundial va ser capturat i portat a Txungking, on va romandre sota custòdia durant prop d'un any. Posteriorment va ser enviat a Nanquín, on va ser jutjat per traïció. Encara que va ser condemnat a mort, aquesta va ser commutada a cadena perpètua per Chiang Kai-shek després que l'esposa de Zhou intercedís per ell. Malalt del cor i de l'estómac, va morir mentre estava a la presó.